# 思案橋

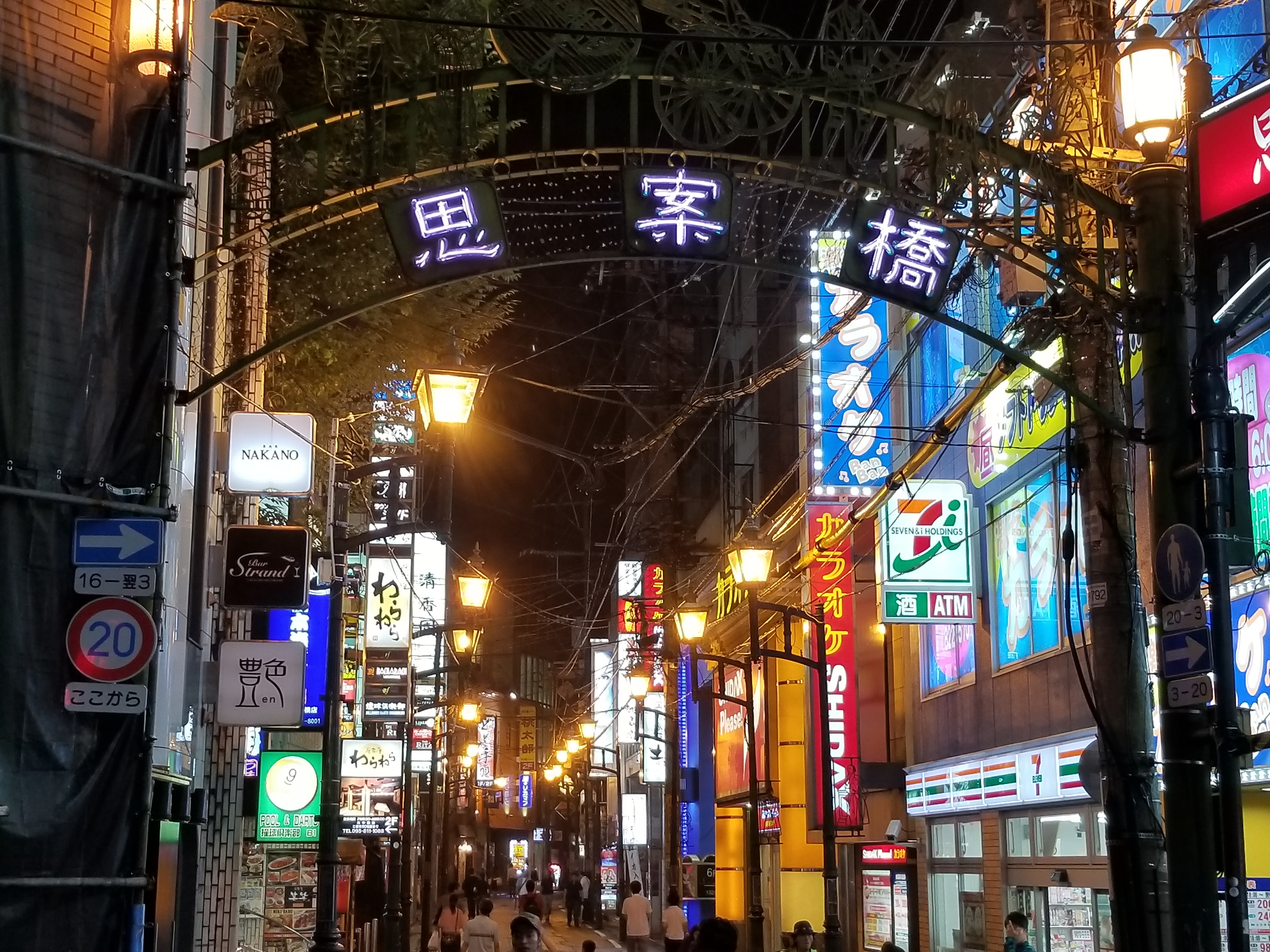
夜の思案橋界隈（2017年8月15日撮影）

思案橋（しあんばし）は長崎市の、浜町アーケードの南東に位置する歓楽街である。

## 概要
長崎市で丸山と並んで一番大きい歓楽街である。最寄り駅は長崎電気軌道思案橋停留場。橋としての思案橋は無く、川は暗渠になっている。

## 産業
- カステラ本家福砂屋本店

## 歴史
この先にあった日本三大遊郭と言われた丸山遊郭（現在の長崎市丸山町・寄合町）に行くか行かないか思案したことから思案橋と言うことに由来する。
西海市　横瀬浦　公園の展望台の案内板には「思案橋跡」「丸山跡」「下町跡」「上町跡」と書かれているが、こうしたスポットは現在の長崎市にある同じ地名の元祖だったという。横瀬浦の思案橋は、長崎市にある思案橋のオリジナルになっているスポットである。橋自体は残っていないが、細い川に架かっていた橋の一部が残っていて記念碑が立てられている。